# 南愛琴大區
南愛琴大區 （羅馬化：Perifereia Notiou Aigaiou），是希臘13個大區之一，位于爱琴海中部和西南部，由基克拉泽斯群岛和佐澤卡尼索斯群島组成。大区首府为锡罗斯岛上的埃尔穆波利，面积为5,286平方公里，人口数量为324,542人（2021年）。

## 行政
南爱琴大区设立于1987年的行政改革中。在2010年卡利克拉提斯改革方案中，大区的权力和职责完全重新定义并扩大。与北愛琴大區一道，南爱琴大区受到驻地在比雷埃夫斯的爱琴权力下放管理局的监督。该大区的辖区内包括50个有人定居的岛屿，包括旅游胜地米科诺斯岛、圣托里尼及罗得岛。
在卡利克拉提斯改革之前，该大区包括两个州份：基克拉泽斯州（首府：埃尔穆波利）和佐泽卡尼索斯州（首府：羅得）。自2011年1月1日起，该大区划分为13个专区，大致按照主要大岛来划分：
- 安德罗斯专区
- 卡利姆诺斯专区
- 卡尔帕索斯-卡索斯英雄岛专区
- 凯阿-基斯诺斯专区
- 科斯专区
- 米洛斯专区
- 米科诺斯专区
- 纳克索斯专区
- 帕罗斯专区
- 罗得专区
- 锡罗斯专区
- 錫拉專區
- 蒂诺斯专区

## 外部連結
- 官方网站  （希腊文）